# Portrait de Winston Churchill

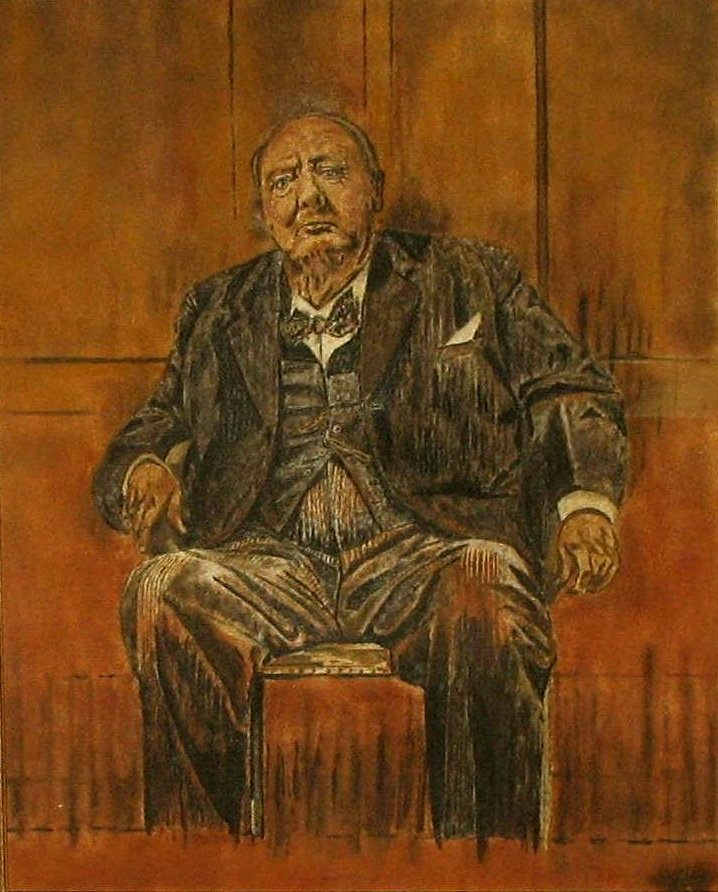
Peinture de sable réalisée en 1978 par l'artiste Brian Brochet, basée sur le portrait de Graham Sutherland.

Portrait de Winston Churchill est le titre d'un tableau peint en 1954 par Graham Sutherland, représentant Sir Winston Churchill assis, commandé par les parlementaires britanniques pour être offert au Premier ministre par les deux chambres du Parlement lors d'une cérémonie publique à Westminster Hall, à l'occasion de son 80e anniversaire, le 30 novembre 1954.
Les mille guinées payées à l'artiste pour la réalisation du portrait ont été financés par des dons des membres de la Chambre des Communes et de la Chambre des Lords.
Churchill détestait le portrait. Après la présentation publique, la peinture a été apportée dans sa maison de campagne à Chartwell, mais n'a jamais été exposée. Après la mort de Lady Churchill en 1977, il est devenu clair qu'elle avait détruit la toile, quelques mois après sa livraison.

## Informations générales
Churchill approchait en 1954 la fin de son deuxième mandat en tant que Premier Ministre du Royaume-Uni. Sutherland avait une réputation de peintre moderniste avec de récents portraits à succès, tels que celui de Somerset Maugham en 1949. Il était attiré par la ressemblance : certains modèles considéraient sa répugnance à la flatterie comme une forme de cruauté ou de dénigrement.
Sutherland et Churchill avaient des conceptions très différentes de la peinture. Churchill espérait être représenté dans sa robe de Chevalier de la Jarretière, mais la commission a précisé qu'il devrait être montré dans son habit habituel de parlementaire – un manteau noir, avec un gilet et des pantalons rayés, et un nœud papillon à petits pois.

## Préparation
Sutherland a fait des croquis au fusain de Churchill pendant quelques séances à Chartwell à partir du mois d'août 1954, en se concentrant sur les mains et le visage de Churchill, puis a procédé à quelques études à l'huile. Il a également travaillé à partir de photographies prises par Elsbeth Juda. Il a rapporté ses matériaux préliminaires dans son atelier pour créer le travail final sur une grande toile carrée, la forme choisie pour représenter métaphoriquement la solidité de Churchill, reflétant par là une remarque de Churchill : « Je suis un roc ».
Sur le tableau, Churchill est assis, saisissant les bras de son fauteuil, ses pieds n'apparaissant pas, semblant comme effacés. La pose rappelle la statue du Président des États-Unis Abraham Lincoln, au Lincoln Memorial à Washington, DC. Churchill apparaît renfrogné, légèrement courbé, entouré de tons gris hiver, marron et noirs. Sutherland était réticent à discuter de ses progrès avec Churchill et lui a peu montré ses travaux. La femme de Churchill pensait que le portrait lui ressemblait – « vraiment très inquiétant comme lui » – mais a aussi dit qu'il semblait le montrer en colère, tout en reconnaissant que c'était là une expression familière. Le fils de Churchill, Randolph, pensait que le portrait le faisait paraître « désabusé ».

## Réception
L'épouse de Churchill a vu le portrait achevé le 20 novembre 1954 et a pris une photographie qu'elle a rapportée à son mari. C'était la première fois qu'il voyait l'œuvre, et il a été profondément bouleversé. Il l'a décrite comme « sale » et « malveillante ». Seulement dix jours avant la cérémonie, il a envoyé un mot à Sutherland rejetant le portrait et précisant que la cérémonie se déroulerait sans lui. Sutherland a maintenu qu'il avait peint honnêtement ce qu'il avait vu. Le député Charles Doughty a persuadé Churchill que la présentation allait se dérouler afin d'éviter d'offenser les donateurs. 
La cérémonie de présentation à Westminster Hall a été enregistrée par la BBC. Dans son discours d'acceptation, Churchill a fait remarquer l'honneur sans précédent qu'on lui avait manifesté et a décrit le tableau (dans une remarque souvent considérée comme un compliment détourné) comme « un exemple remarquable d'art moderne », combinant « force et candeur ». D'autres réactions ont été mitigées : certains critiques ont fait l'éloge de sa ressemblance, mais d'autres l'ont condamné comme une honte. Alors qu'Aneurin Bevan, député travailliste et un des critiques de Churchill, l'a jugé « un beau travail », Lord Hailsham, un des collègues conservateurs et amis de Churchill, l'a trouvé « dégoûtant ». 
Le portrait était à l'origine destiné à être accroché dans le Parlement à la mort de Churchill. Mais il a été donné à Churchill comme un cadeau personnel et emmené à Chartwell, où il n'a jamais été accroché. Les demandes d'emprunt de la peinture pour les expositions de Sutherland ont été refusées. En 1978, il a été signalé que Lady Churchill avait détruit la peinture moins d'un an après son arrivée à Chartwell, en le découpant en mille morceaux et les incinérant pour éviter de causer plus de désarroi à son mari. Lady Churchill avait détruit des portraits antérieurs de son mari qu'elle n'aimait pas, y compris les croquis par Walter Sickert et Paul Maze. En fait, Lady Churchill avait caché le portrait dans les caves de Chartwell, et a employé sa secrétaire privée, Grace Hamblin, et son frère pour le décrocher au milieu de la nuit et le brûler dans un endroit isolé. De nombreux commentateurs ont été atterrés par la destruction d'une œuvre d'art, et Sutherland l'a condamnée comme un acte de vandalisme ; d'autres ont soutenu les Churchill et leur droit de disposer de leurs biens comme ils l'entendaient.
Certains dessins préparatoires au portrait de Sutherland se trouvent à la National Portrait Gallery, à Londres.

## Dans la fiction
Le neuvième épisode de la première saison de la série The Crown met en scène la réalisation, la réception et la destruction de ce tableau, avec John Lithgow dans le rôle de Churchill et Stephen Dillane dans celui de Sutherland.